# Stornäset
Stornäset este o arie protejată (sit de importanță comunitară — SCI) din Finlanda întinsă pe o suprafață de 270 ha, din care 36 % marine.

## Localizare
Centrul sitului Stornäset este situat la coordonatele 60°12′18″N 20°02′57″E / 60.204995°N 20.049074°E.

## Înființare
Situl Stornäset a fost declarat sit de importanță comunitară în octombrie 2020 pentru a proteja un număr necunoscut de specii din flora spontană și fauna sălbatică aflate în arealul zonei.

## Biodiversitate
Situată în ecoregiunea boreală, aria protejată conține 4 habitate naturale: Păduri naturale în etape succesive primare ale suprafețelor emergente de coastă, Pășuni de coastă din Baltica boreală, Mlaștini împădurite, Taiga vestică.
La baza desemnării sitului se află un număr nedeclarat de specii protejate.
Pe lângă speciile protejate, pe teritoriul sitului au mai fost identificate 4 specii de plante, 8 specii de păsări, 1 specie de nevertebrate.